# Gladsaxe HG Copenhague
Le Gladsaxe HG Copenhague est un club de handball basé à Copenhague au Danemark. Il est créé en 1980, à la suite de l'association entre le HG Copenhague et le Gladsaxe Håndboldklub.

## Palmarès

### Section féminine
Handball à onze
- Championnat du Danemark
  - Vainqueur (4) : 1951, 1953, 1957, 1958
  - Deuxième : ?

Handball à sept
- Coupe des clubs champions
  - Vainqueur (1) : 1965
  - Finaliste (1) : 1966

- Championnat du Danemark
  - Vainqueur (8) : 1960, 1964, 1965, 1968, 1969, 1970, 1975, 1977
  - Deuxième (4) : 1966, 1967, 1971, 1974
  - Troisième (1) : 1976
- Coupe du Danemark
  - Vainqueur (2) : 1967, 1975

### Section masculine
Handball à onze
- Championnat du Danemark
  - Vainqueur (7) : 1939, 1940, 1941, 1943, 1946, 1947, 1956
  - Deuxième (1) : 1949
  - Troisième (1) : 1948

Handball à sept
- Coupe d'Europe de l'IHF (C3)
  - Finaliste : 1984
- Championnat du Danemark
  - Vainqueur (7) : 1960, 1966, 1967, 1968, 1969, 1970, 1984
  - Deuxième (4) : 1965, 1971, 1983, 1986
  - Troisième (3) : 1961, 1975, 1981
- Coupe du Danemark
  - Vainqueur (1) : 1984
  - Finaliste (4) : 1986, 1989, 1990, 1991